# Neder Vindinge
Neder Vindinge is een plaats in de Deense regio Seeland, gemeente Vordingborg. De plaats telt 2217 inwoners (2008).